# Сырнев, Юрий Аркадьевич
Ю́рий Арка́дьевич Сы́рнев (30 мая 1905, Казань — 11 сентября 1943, Конотоп) — советский художник, график, книжный иллюстратор.

## Биография
Родился 30 мая 1905 года в Казани. Детство и юность провёл в Таллине (Ревеле).
В 1923 г. приехал в Ленинград и поступил в Ленинградский государственный художественно-промышленный техникум, который окончил в 1927 году. Его педагогами были М. И. Авилов, Л. Ф. Овсянников. В техникуме познакомился с художником Павлом Басмановым, с которым поддерживал дружбу до конца жизни. С 1927 по 1932 г. учился во ВХУТЕИНе, на графическом факультете, у В. М. Конашевича и П. А. Шиллинговского.
Работал в станковой (акварели) и печатной (литографии) графике, а также в книжной иллюстрации. Самая известная работа Сырнева в книжной графике — иллюстрации к «Барону Мюнхгаузену» Э. Распэ; книга неоднократно переиздавалась.
С 1930 г. работал в детском отделе Госиздата у В. В. Лебедева. Сырнев не принадлежал к «лебедевской школе», но считал себя учеником других близких ему художников, иллюстраторов детской книги Н. Ф. Лапшина,  В. М. Ермолаевой и Н. А. Тырсы. Искусствовед Л. В. Мочалов уверенно включает имя Сырнева в список «таких ярких творческих личностей, как Тырса, Лапшин, Юдин, Успенский, Сырнев, Ермолаева».
В 1938—1941 гг. работал в Экспериментальной полиграфической мастерской в ЛОССХ. Литографические циклы Сырнева особо выделяются исследователями в этот, очень успешный для развития ленинградской литографии период 1930-х гг.
Участник групповых выставок с 1938 г. Первая и последняя персональная выставка художника прошла в 1940 г. в ЛССХ.
Войну встретил в г. Кирове. В начале 1942 года ушёл добровольцем на фронт, был снайпером. Погиб в бою на Конотопском направлении 11 сентября 1943 г.

## Творчество
Творчество Ю. А. Сырнева высоко оценивалось художниками В. В. Воиновым, Н. Ф. Лапшиным, Г. С. Верейским. По природе своего дарования Сырнев являлся живописцем, вопрос о конструкции художественного произведения для него был вторичен. Художник строил цветовые композиции на тональных отношениях, создавая их по воображению. Все его работы были выполнены с огромной эмоциональностью.
Ленинградская пейзажная школа уделяла всегда большое значение именно городскому пейзажу. Экспрессивность Сырнева была его самой характерной чертой, выделяющей его среди всех других художников этой школы.

«Творческая индивидуальность Сырнева – это способность к импровизационной, построенной по воображению композиции, слабо выраженная работа с натуры, стремление к свободной живописной пластике, умение в границах черно-белого рисунка передать многообразие цветового мира. Наконец, романтизм, свойственный образному строю его произведений». — Козырева Н. М.
Для его пейзажных работ характерна «повышенная эмоциональность» по сравнению с произведениями других представителей «ленинградской пейзажной школы» — Н. А. Тырсы, Н. Ф. Лапшина, В. В. Пакулина, А. С. Ведерникова и других.

## Галерея

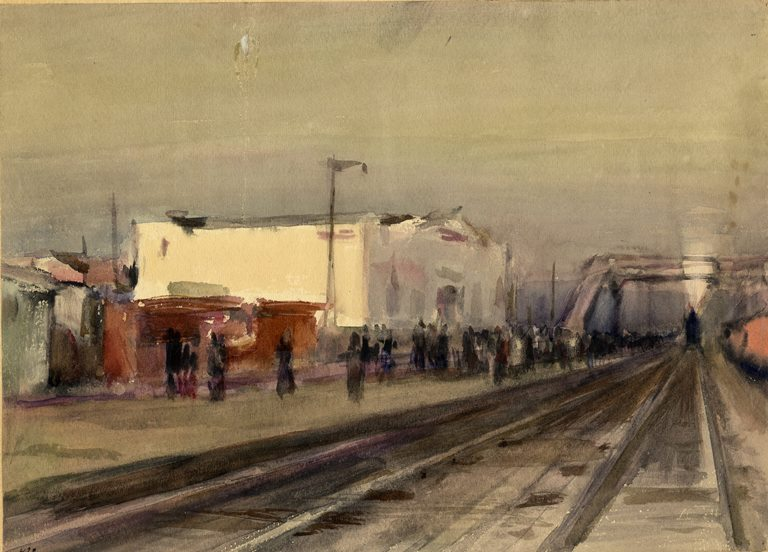
Юрий Сырнев, Железнодорожная станция
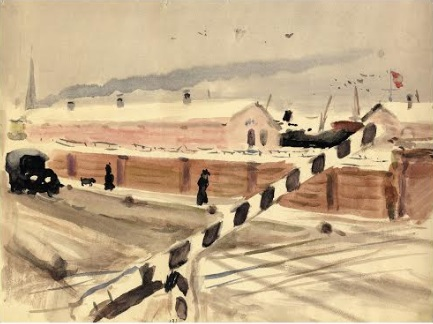
акварель
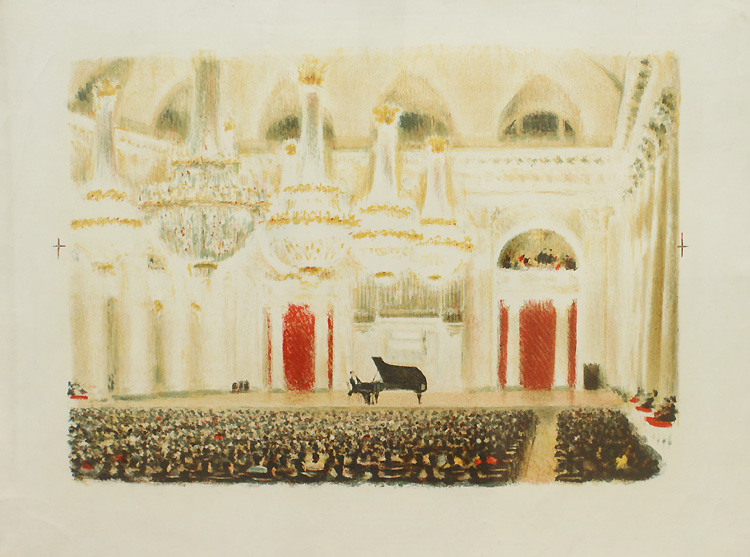
акварель
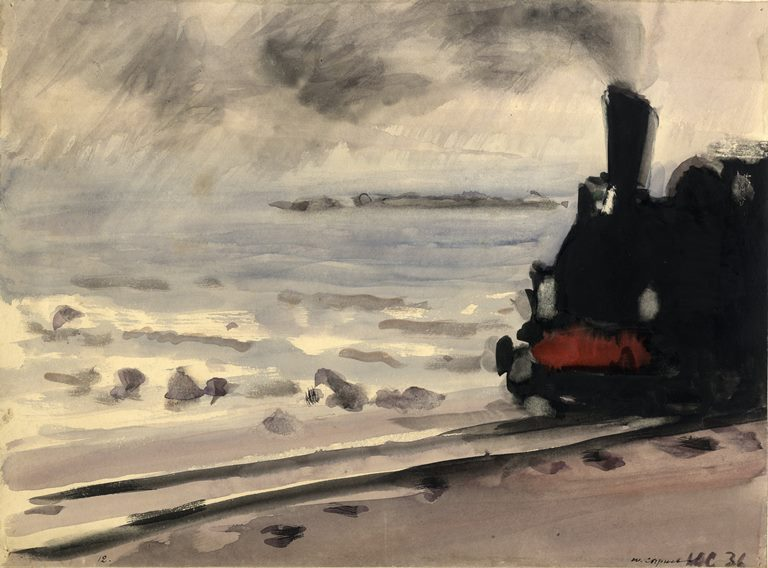
акварель
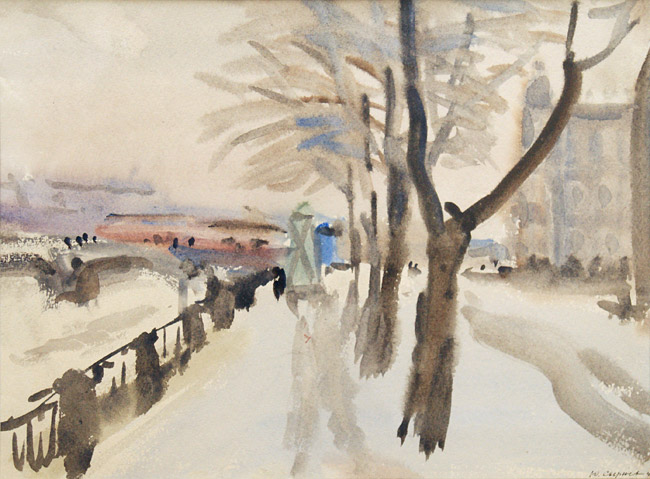
Сырнев. Пейзажи Ленинграада
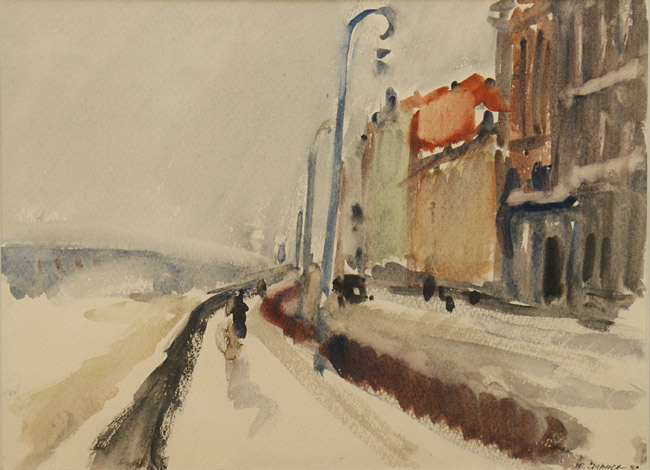
Сырнев. Пейзажи Ленинграада
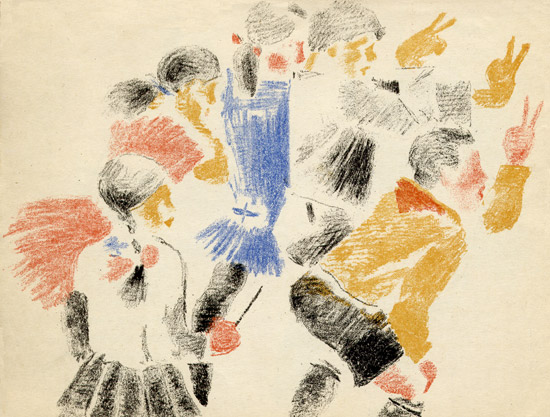
Сырнев. Иллюстрация к книге Введенского "Коля Кочин"
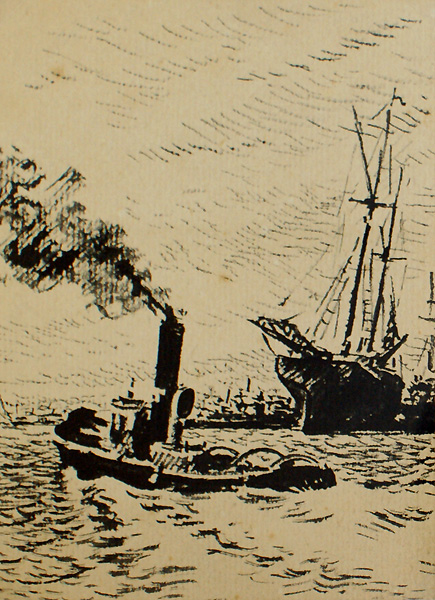
Сырнев. Иллюстрация к книге "На Яхте"
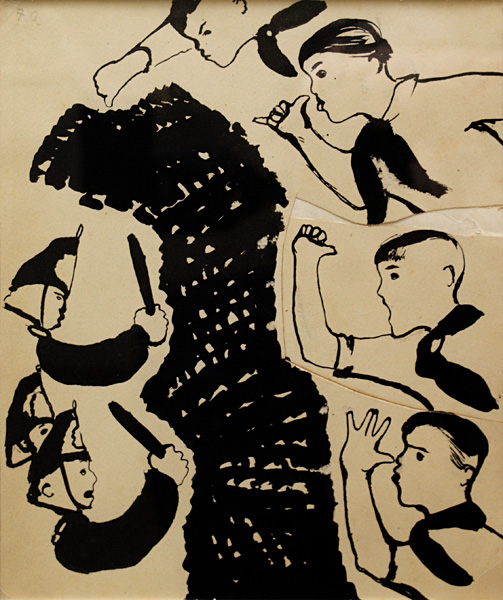
Сырнев. Иллюстрация к книге Люк Дитрих "Через границу"(1932)
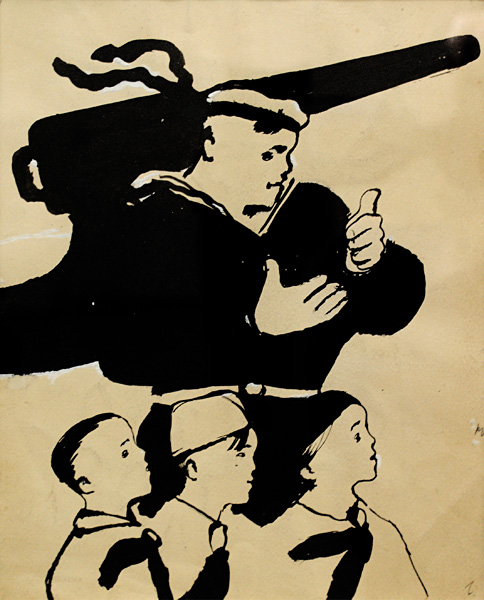
Сырнев. Иллюстрация к книге Люк Дитрих "Через границу"(1932)
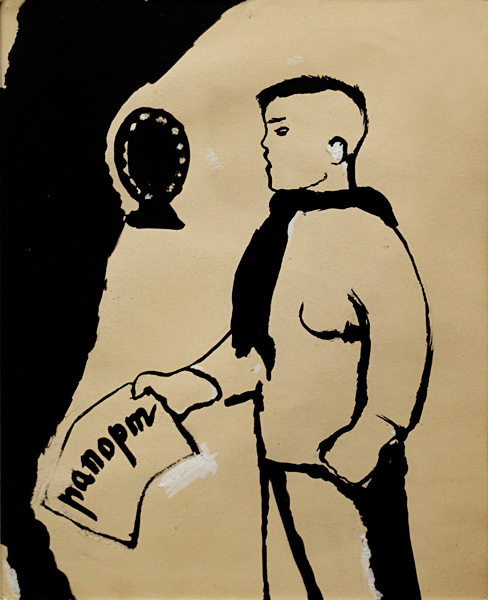
Сырнев. Иллюстрация к книге Люк Дитрих "Через границу"(1932)

## Литографические циклы  Ю. А. Сырнева 1930-х годов
- «Пейзажи Ленинграда» («Набережная с парусником», «Набережная», «У причала» и др)
- «Пейзажи Таллина»
- Последний цикл рисунков и литографий «Филармония» (1940-1941) не закончен художником

## Книжная иллюстрация (избранная)
- Введенский А. Коля Кочин: Стихи. — М.: ГИЗ, 1930.
- Владимиров Ю. На яхте. — Л.: ГИЗ, 1930.
- Колычев О. Первая осень: (Песни о школе). — М.; Л.: Мол. гвардия, 1931.
- Уральский Б. Сами с тисами. — Изд. 2-е. — М.: Мол. гвардия, 1931.
- Люк Дитрих.  Через границу. — Л.: Детлит, 1932.
- Распэ Э. Приключения Мюнхгаузена / Илл. Г. Дорэ; Обл., пер., тит. и макет кн. Ю. Сырнева. — Изд. 5-е. Л.: Детлит, 1934.
- Каверин В. Два капитана / Илл. Ю. Сырнева и В. Конашевича. — М.; Л.: Детиздат, 1940.
- Лурье С. Я. Письмо греческого мальчика / Обл. раб. Ю. Сырнева. — М.: Детлит, 1941.